# Фрэнклин, Джон
Джон Пол Салапа́тек (англ. John Paul Salapatek; 16 июня 1959, Блу-Айленд, Иллинойс, США), более известный под своим профессиональным псевдонимом Джо́н Фрэ́нклин (англ. John Franklin) — американский актёр, писатель и педагог, известный своей ролью Айзека Кронера в серии фильмов ужасов «Дети кукурузы».
Также известен по своим ролям кузена Итта в фильме «Семейка Аддамс» (1991) и юного Винсента в телесериале «Красавица и Чудовище» (1987—1990).

## Биография
Фрэнклин родился 16 июня 1959 года в городе Блу-Айленд в штате Иллинойс, США. В детстве Фрэнклин страдал от дефицита гормона роста, а потому его нынешний рост составляет всего 152 сантиметра.
В 1977 году Фрэнклин окончил среднюю школу имени Дуайта Дэвида Эйзенхауэра, а в 1983 году окончил Иллинойсский университет в Урбане-Шампейне со степенью бакалавра искусств в области театра и педагогики.

## Карьера
В 1983 году Фрэнклин переехал в Лос-Анджелес, штат Калифорния, чтобы стать актёром. Сначала он снимался исключительно в рекламных роликах, но в 1984 году он исполнил роль главного антагониста фильма ужасов «Дети кукурузы» — Айзека Кронера, которая принесла ему большую популярность.
В 1988 году Фрэнклин исполнил эпизодическую роль рекламного Чаки в слэшере «Детские игры» от режиссёра Дона Манчини.
В 1991 году Фрэнклин исполнил роль кузена Итта в чёрно-комедийном фильме «Семейка Аддамс», а позже вернулся к этой роли во втором фильме, «Ценности семейки Аддамс», в 1993 году.
В 1999 году Фрэнклин вернулся к роли Айзека Кронера в фильме «Дети кукурузы 666: Возвращение Айзека», а также выступил соавтором сценария фильма вместе с Тимом Сулкой.
В 2000 году Фрэнклин исполнил второстепенную роль Флойда Фуллера в научно-фантастическом телефильме с элементами ужасов под названием «Питон».
В 2004 году Фрэнклин решил приостановить свою актёрскую карьеру и устроился работать учителем английского языка в недавно открывшейся средней школе в городе Санта-Кларита, штат Калифорния. Свой уход из кино Фрэнклин прокомментировал так: 
После событий 11 сентября 2001 года я осознал, насколько поверхностен шоу-бизнес, и почувствовал сильное желание оставить после себя нечто большее, чем просто быть кузеном Иттом. Преподавание казалось идеальным занятием для моих театральных талантов и возможностью повлиять на многие жизни.
В 2015 году Фрэнклин сообщил, что он уволился из школы и теперь полноценно возвращается в кинематограф, а позже стало известно, что он уже работает над несколькими новыми проектами и пишет новую книгу, ориентированную на подростков.

## Фильмография
| Год  |     | Русское название                                | Оригинальное название                       | Роль                          |
| ---- | --- | ----------------------------------------------- | ------------------------------------------- | ----------------------------- |
| 1984 | ф   | Дети кукурузы                                   | Children of the Corn                        | Айзек Кронер                  |
| 1984 | с   | Корпорация детей                                | Kids Incorporated                           | лепрекон/Вонг                 |
| 1986 | с   | Путь на небеса                                  | Highway to Heaven                           | Арни                          |
| 1986 | тф  | Королевство Чумс: Приключения маленького Дэвида | The Kingdom Chums: Little David’s Adventure | Магический Моз/вокалист       |
| 1987 | тф  | Могучие пешки                                   | The Mighty Pawns                            | подготовительный игрок        |
| 1988 | с   | Красавица и Чудовище                            | Beauty and the Beast                        | юный Винсент                  |
| 1988 | ф   | Детские игры                                    | Child’s Play                                | рекламный Чаки                |
| 1988 | ф   | Ночь в волшебном замке                          | A Night at the Magic Castle                 | Твит                          |
| 1989 | ф   | Энди и воздушные рэйнджеры                      | Andy Colby's Incredible Adventure           | привратник                    |
| 1991 | ф   | Семейка Аддамс                                  | The Addams Family                           | кузен Итт                     |
| 1993 | ф   | Ценности семейки Аддамс                         | Addams Family Values                        | кузен Итт                     |
| 1994 | ф   | Тэмми и Ти-Рекс                                 | Tammy and the T-Rex                         | Бобби                         |
| 1996 | с   | Надежда Чикаго                                  | Chicago Hope                                | Джимми Данстон                |
| 1997 | ф   | Джордж Б.                                       | George B.                                   | маленький Майк                |
| 1997 | тф  | Башня ужаса                                     | Tower of Terror                             | Дьюи Тодд                     |
| 1997 | в   | Смертоносные земли                              | The Killing Grounds                         | владелец                      |
| 1997 | ф   | Плутовство                                      | Wag the Dog                                 | жокей                         |
| 1999 | в   | Дети кукурузы 666: Возвращение Айзека           | Children of the Corn 666: Isaac's Return    | Айзек Кронер                  |
| 2000 | тф  | Питон                                           | Python                                      | Флойд Фуллер                  |
| 2000 | с   | Звёздный путь: Вояджер                          | Star Trek: Voyager                          | Кипп                          |
| 2000 | тф  | Полёт к Санта Клаусу                            | The Christmas Secret                        | Морлув                        |
| 2004 | тф  | Мушкины байки                                   | Tales of a Fly on the Wall                  | мастер Келдар                 |
| 2014 | кор | Карга                                           | Hag                                         | консультант по вопросам брака |
| 2015 | с   | Адская кошара                                   | Hell's Kitty                                | Исайя                         |
| 2016 | ф   | Монстерлэнд                                     | Monsterland                                 | консультант по вопросам брака |
| 2017 | с   | Бруклин 9-9                                     | Brooklyn Nine-Nine                          | Тина Бойл                     |
| 2018 | с   | Трудности ассимиляции                           | Fresh Off the Boat                          | Лоренцо                       |
| 2018 | ф   | Адская кошара                                   | Hell's Kitty                                | Исайя                         |